# 原臺南州立第二中學校校舍本館暨講堂
原臺南州立第二中學校校舍本館暨講堂位於臺南市東區，於民國八十八年（1999年）11月19日公告為臺南市市定古蹟。該處最早是屬於竹園尋常小學校的校地，後來該校遷移至花園町的新校舍，便將校舍全部轉交給原本只借用部分校舍的臺南州立第二中學校並進行校舍更新。現在該校舍則屬於國立臺南第一高級中學。

## 沿革
在臺灣日治時期的1922年公佈「臺灣教育令」的第二次修正後，在竹園町（昔日臺灣府城的西竹圍）成立了「臺南州立第二中學校」，不過最初是借用竹園尋常小學校的校舍上課的。但到了隔年竹園尋常小學校便遷到了新校舍，將舊校舍交給了第二中學校，而之後第二中學校隨即動工進行校舍的更新。1926年時最早進行重建的校舍完工，而本館與講堂則分別在之後的1928年與1931年完工。
由於該校的學生多半是臺灣籍，所以在二次大戰結束後校務依然仍維持進行，至於以日本籍學生居多的「臺南州立第一中學校」（今臺南二中）則陷入校務停擺的狀態。而在日本與中華民國之間的過渡期，該校是由身為教職員的臺灣名畫家廖繼春在無派任的情況下擔任代理校長，此外在其擔任代理期間，也積極維護校產並將一些日人不動產爭取到南一中。之後在進入民國時期後，該校改名為「臺灣省立臺南第一中學」，後改為高級中學，精省後改為國立臺南第一高級中學至今。

## 建築特色

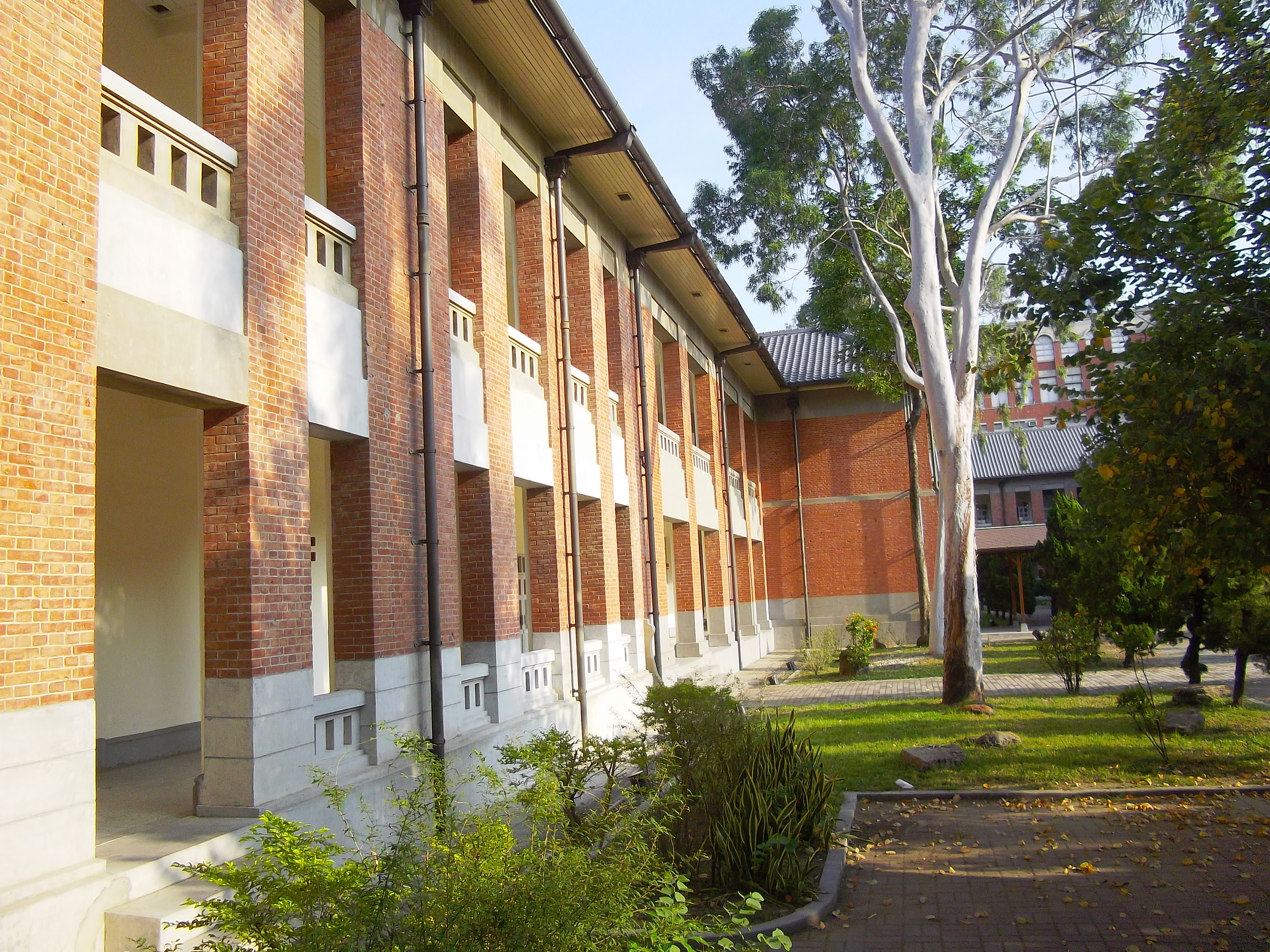
校舍本館立面
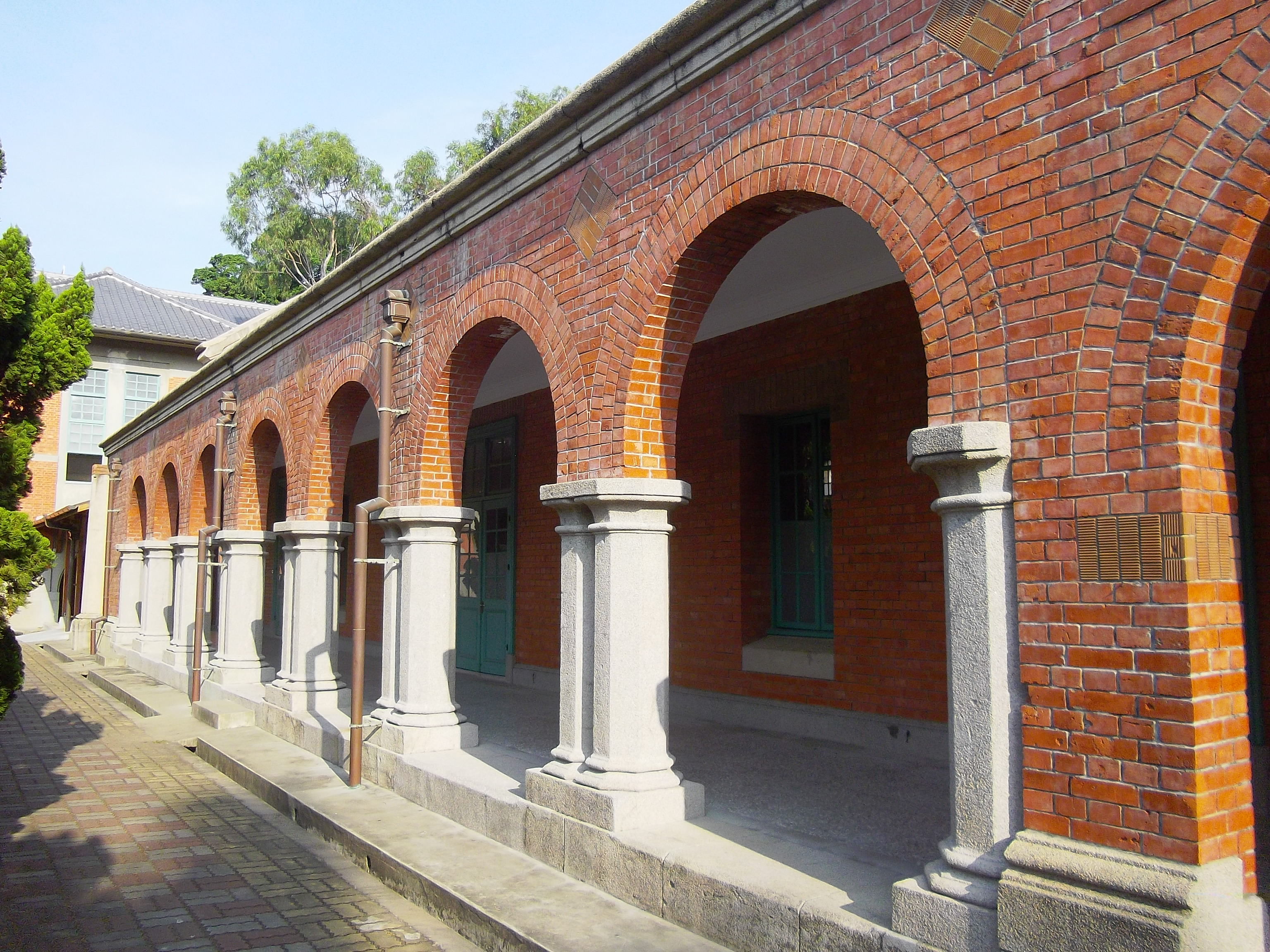
講堂走廊
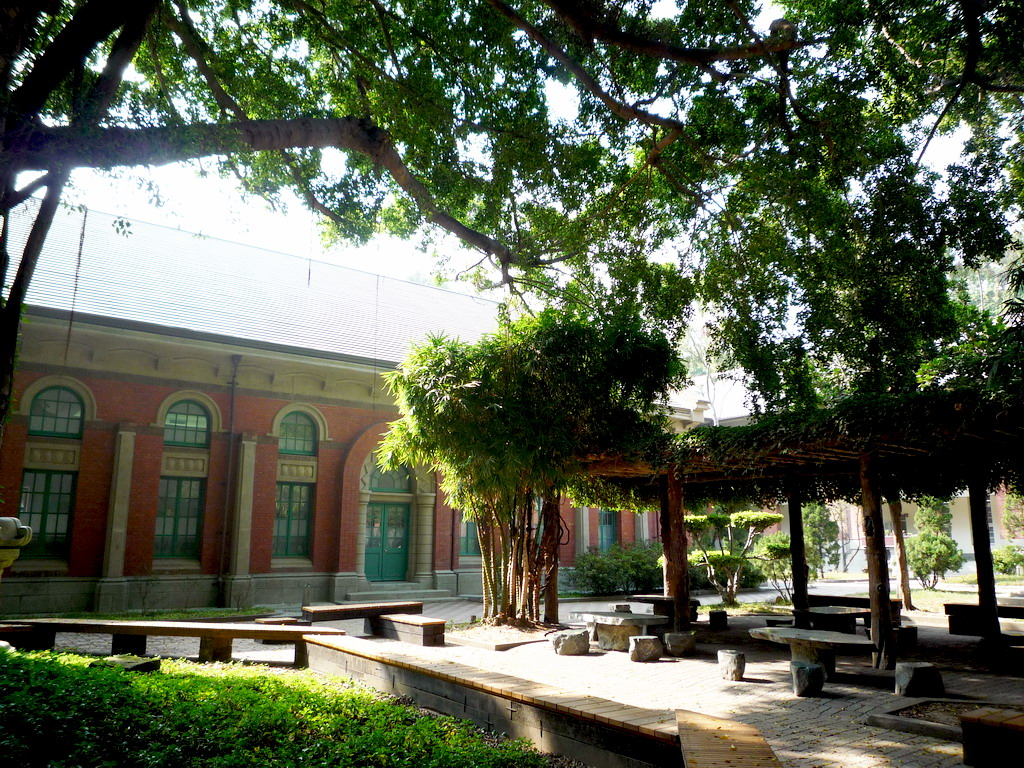
講堂北面
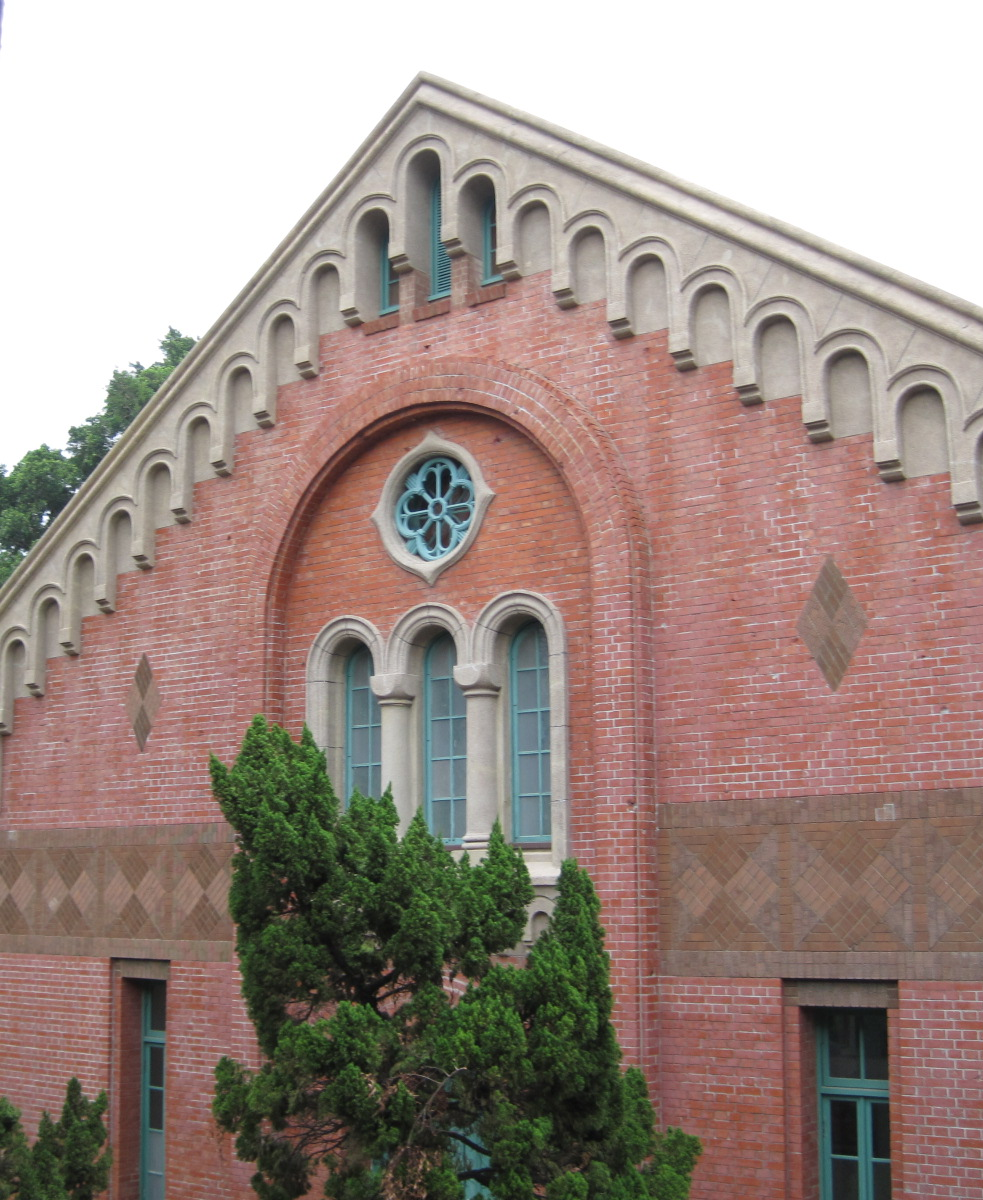
講堂西面

本館建築由臺南州土木課營繕係設計，座東朝西，整體平面呈L形，而南北向的一面在中央主入口處略為突出。主入口處設有門廊，有三個拱圈，而門廊之後為門廳，門廳後方則有通往二樓的洗石子主樓梯，此外在主入口處二樓山牆上面還有徽章飾，門廊頂端也有裝飾。而在主入口東面，則有走廊通向講堂。該建築目前是行政大樓與三年級教室。
講堂建築由臺灣總督府官房營繕課設計，與當時臺北帝國大學（今國立臺灣大學）的文學院與圖書館同為少見的仿羅馬式建築，西面山牆屋簷有洗石子倫巴底帶（Lombard band），中央有一兩層樓高的大圓拱，而一樓的門框又為一小圓拱，其上二樓部分則有三聯拱窗與一牛眼窗。南邊則有一排與本館以走廊與本館相接的拱廊，其中有三個次入口，而除了最東邊的拱圈全部使用磚材之外，其他七個拱圈都使用洗石子柱支撐，而這些柱子除最邊緣的兩根為單一八角柱外，其他在兩個拱圈之間的柱子為兩個八角型一面相連所形成的十四面複合柱。北邊則有一個次入口，左右各四扇圓拱窗，而次入口最外圍是紅磚拱圈，裡頭則有圓形壁柱支撐的洗石子拱圈，拱圈上有鋸齒圖飾，此外在兩旁的拱窗間設有凸柱。至於講堂裡的室內空間則是一個長方形集會空間，東邊則為舞臺與後臺準備室。該空間現在多用來舉行「竹園藝廊」的展覽。

## 外部連結
- 臺南市政府觀光旅遊局——南一中紅樓及小禮堂(原台南州立第二中學校校舍本館暨講堂) （页面存档备份，存于）